# Isobel Christiansen
Isobel Mary "Izzy" Christiansen, née le 20 septembre 1991 à Macclesfield dans le Cheshire, est une footballeuse internationale anglaise évoluant au poste de milieu de terrain à Everton.

## Biographie
Elle participe avec les différentes sélections anglaises à la Coupe du monde des moins de 17 ans 2008 organisée en Nouvelle-Zélande puis à la Coupe du monde des moins de 20 ans 2010 qui se déroule en Allemagne. Elle est nommée joueuse de l'année 2016.
Le 27 décembre 2019, elle s'engage pour un an et demi à Everton.

## Palmarès
Manchester City
- Championnat d'Angleterre en 2016
- WSL Cup en 2016
- FA Cup en 2017

 Olympique lyonnais
- Championnat de France en 2019
- Ligue des champions en 2019 (ne joue pas la finale)
- Coupe de France en 2019 (ne joue pas la finale)

### Distinctions personnels
- Élu Joueuse de l'année PFA du Championnat d'Angleterre de football pour la saison 2015-2016.
- Membre de l'équipe type de WSL en 2013-14, 2014-15 et 2015-16.